# Erwin Mayr
Erwin Mayr (* 18. Juni 1899 in Salzburg; † 13. Juli 1969 in Innsbruck) war ein österreichischer Saatgutforscher, Pflanzenzüchter und Getreideökologe. Sein Hauptforschungsinteresse galt der Erhaltung alpiner Getreide-Landsorten als Genmaterial für die Pflanzenzüchtung.

## Leben
Erwin Mayr, Sohn eines Bibliothekars, besuchte das Staatsgymnasium in Salzburg und bestand dort 1918 die Reifeprüfung. Anschließend studierte er an der Hochschule für Bodenkultur in Wien. Dort bestimmte der Kontakt mit dem Pflanzengenetiker Erich von Tschermak-Seysenegg seine weitere berufliche Laufbahn. 1922 erwarb er das Diplom und im gleichen Jahr wurde er mit der Dissertation Getreidebau und Getreidesorten im salzburgischen Salzachtale zum Doktor der Bodenkultur promoviert.
Nach mehrjähriger Tätigkeit als Landwirtschaftslehrer trat Mayr 1927 als Fachbeamter in die Bundesanstalt für Pflanzenbau und Samenprüfung in Wien ein. Während der folgenden Jahre führte er eine Bestandsaufnahme der alpinen Getreide-Landsorten durch und bewertete deren Eignung für die Pflanzenzüchtung. Mit den Ergebnissen dieser Studien habilitierte er sich 1939 an der Hochschule für Bodenkultur in Wien für das Fachgebiet Spezieller Pflanzenbau mit besonderer Berücksichtigung des Getreidebaues. Bis 1945 hielt er an dieser Hochschule Vorlesungen über Getreidebau in Hochgebirgslagen und über die Sortenkunde des Getreides.
Auf einem von der Landesregierung Tirol 1941 zur Verfügung gestellten Grundstück in Rinn (bei der heutigen Triendlsiedlung) hatte Mayer bereits während des Zweiten Weltkrieges eine Versuchsstation für den Anbau erhaltenswerter Getreide-Landsorten eingerichtet.
Von 1945 bis 1964 leitete er diese Station, die spätere Landesanstalt für Pflanzenzucht und Samenprüfung in Rinn (heute an der LLA Imst). Seit 1945 war er auch als Gastdozent an der Universität Innsbruck tätig, wo er 1951 die Venia legendi für landwirtschaftliche Botanik erhielt. 1958 wurde ihm der Titel eines außerplanmäßigen Professors verliehen.
Im Zentrum der Forschungstätigkeit von Mayr stand die die Erhaltung der Getreide-Landsorten als Genquelle für die Pflanzenzüchtung. Seine bedeutendste Leistung ist wohl der Aufbau einer der wichtigsten Genbanken für alte alpine Getreidesorten, heute Teil der Genbank des Landes Tirol. In diesem Zusammenhang beschäftigte er sich stets auch mit Fragen der Getreideökologie, besonders mit dem Einfluss der Klimafaktoren auf die Ertragsleistung der Landsorten. Somit galt auch den regionalen Aspekten des Pflanzenbaus seine Aufmerksamkeit. In mehreren Beiträgen hat er Getreideanbauzonen in Kärnten und Tirol beschrieben und kartographisch dargestellt.
Den besten Überblick über seine Forschungsarbeiten vermittelt die von ihm 1964 herausgegebene Schrift 25 Jahre Landesanstalt für Pflanzenzucht und Samenprüfung.

## Publikationen
- Getreidebau und Getreidesorten im salzburgischen Salzachtale. Diss. Hochschule für Bodenkultur Wien 1922.
- Die Getreide-Landsorten und der Getreidebau im Salzachtal und seinen Nebentälern. Scholle-Verlag Wien 1928 = Forschungsberichte der Bundesanstalt für Pflanzenbau und Samenprüfung in Wien H. 1.
- Die Getreide-Landsorten, ein ungehobener Naturschatz unserer Alpen. In: Schriften des Vereins zur Verbreitung naturwissenschaftlicher Kenntnisse in Wien Jg. 79, 1939, S. 1–20.
- Die Getreidebauzonen, Anbau- und Erntezeiten und die Fruchtfolgen in Kärnten. In: Festschrift für Erwin Aichinger zum 60. Geburtstag. Herausgegeben von Erwin Janchen. Springer-Verlag Wien 1954, Bd. 2, S. 1255–1268.
- Untersuchungen über den Einfluß der Klimaelemente, insbesondere der Globalstrahlung auf die Vegetationsdauer und den Ertrag bei Sommergetreide. In: Zeitschrift für Pflanzenzüchtung Bd. 49, 1963, S. 243–252.
- 25 Jahre Landesanstalt für Pflanzenzucht und Samenprüfung in Rinn. Universitätsverlag Wagner Innsbruck 1964 = Schlern-Schriften Bd. 236.